# Phankham Viphavanh

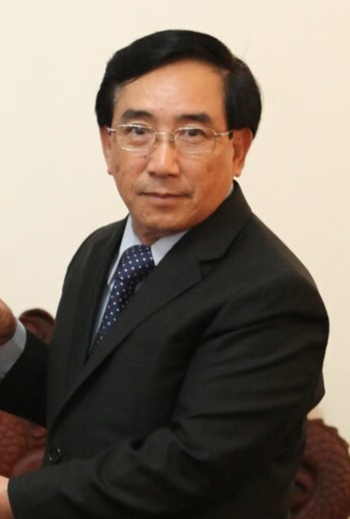
Phankham Viphavanh (2013)

Phankham Viphavanh (laotisch ພັນຄຳ ວິພາວັນ; * 14. April 1951 in Sam Neua) ist ein laotischer Politiker, der Mitglied der Laotischen Revolutionären Volkspartei ist. Er war von März 2021 bis Dezember 2022 Ministerpräsident von Laos. Zuvor war er Vizepräsident und Bildungsminister von Laos.

## Biografie
Viphavanh studierte in der Sowjetunion, wo er einen Doktorgrad erlangte.
Viphavanh war von 2010 bis 2016 Minister für Bildung und Sport in Laos und von 2014 bis 2016 daneben stellvertretender Ministerpräsident. Er diente zwischen 2016 und 2021 als Vizepräsident des Landes, bevor er am 22. März von der Nationalversammlung zum Ministerpräsident gewählt wurde.
2019 wurde ihm der große Orden der Aufgehenden Sonne am Band verliehen.
Nach seinem Rücktritt im Dezember 2022, wurde Sonexay Siphandone von der Nationalversammlung von Laos (149 der 151 Stimmen) als sein Nachfolger gewählt.